# لاك كونسبتشن (كيبك)
لاك كونسبتشن (بالإنجليزية: La Conception, Quebec)‏ هي بلدية محلية في كيبيك تقع في كندا في Les Laurentides Regional County Municipality. يقدر عدد سكانها بـ 1,287 نسمة ومساحتها 140.50 كم2 .